# Tunka
Il Tunka (in russo Тунка) è un fiume della Russia che scorre nella repubblica autonoma di Buriazia nella Siberia orientale. È un affluente di destra dell'Irkut, quindi un sub-affluente dell'Enisej tramite l'Irkut e l'Angara.

## Geografia
Il bacino idrografico del Tunka ha una superficie di 811 km². La sua portata media alla confluenza con l'Irkut è di 6,7 m³/s.
Il Tunka ha le sue sorgenti nel sud-ovest della Buriazia, sui monti Sajany orientali, più precisamente sui monti della Tunka (o Tunkinskie Gol'cy). Il fiume è in realtà un torrente di montagna che scorre attraverso un superbo paesaggio, protetto all'interno di un vasto parco naturale, il parco nazionale di Tunka. Entro queste montagne, il corso del fiume è generalmente orientato da nord a sud. Tutto il suo bacino ricade entro i confini del parco.
Nel suo corso inferiore, il Tunka entra da nord nella depressione di Tunka, la depressione larga una trentina di chilometri che separa i monti della Tunka, a nord, dai monti Chamar-Daban, a sud. Poco dopo si getta da sinistra nell'Irkut, nei pressi della piccola località di Tokuren.
Il Tunka è di solito coperto di ghiaccio a partire dalla seconda metà di ottobre o la prima metà di novembre, fino alla fine di aprile o all'inizio di maggio. Il fiume aumenta la sua portata in estate, da maggio a settembre. Il periodo di magra ricade in inverno.

## Idrometria - Le portate mensili a Tokuren
La portata del Tunka è stata monitorata per 13 anni (dal 1979 al 1990) a Tokuren, stazione idrometrica situata a 3 chilometri dalla sua confluenza con l'Irkut.
La portata media annuale registrata presso la stazione di Tokuren durante questo periodo è stata di 6,70 m³/s su una superficie di 811 km², pari alla superficie totale del bacino del fiume. Il coefficiente di scorrimento nel bacino raggiunge quindi la cifra di 261 millimetri all'anno, e può essere considerato abbastanza elevato, almeno in un contesto siberiano, che fa registrare generalmente cifre inferiori.
Alimentato principalmente dalle piogge che cadono durante la stagione estiva, il Tunka ha un regime pluviale.
Le piene si registrano in primavera ed estate, da giugno a settembre, con un picco in luglio-agosto, periodo che corrisponde al massimo pluviometrico dell'anno. Nei mesi di ottobre e novembre, la portata del fiume scende rapidamente e ha inizio il periodo di magra, che dura da novembre ad aprile.
La portata media mensile registrata in marzo (portata minima annuale) è di 2,02 m³/s, pari al 15% della portata media del mese di agosto (13,7 m³/s), e riflette una gamma di variazioni stagionali moderato-forti. Queste differenze di portata mensile possono tuttavia essere più marcate a seconda delle annate: su una durata di osservazioni di 13 anni, la portata mensile minima è stata di 1,2 m³/s nel marzo del 1983, mentre la portata massima mensile è stata di 20,0 m³/s nell'agosto del 1990.
Per quanto riguarda il periodo estivo (da giugno a settembre), la portata minima osservata è stata di 5,19 m³/s nel giugno del 1979, piuttosto significativa, seppur non troppo scarsa.